# Mattias Alkberg
Mattias Alkberg, född 8 januari 1969 i Boden, är en svensk musiker, låtskrivare och poet. Han är gitarrist och sångare i indierockbandet The Bear Quartet som skivdebuterade 1992, samma år publicerades hans första diktsamling Separerade ägg. Hans svenskspråkiga orkester Mattias Alkberg BD rönte framgångar 2004 då deras första album släpptes. I början av 1980-talet spelade Alkberg trummor i hardcorebandet Joon Erektion.
Alkberg har gett ut fem diktsamlingar på bokförlaget Wahlström & Widstrand. Alkbergs musik ges ut av Teg Publishing. Han fick pris från Svenska Akademien 2004. Alkberg har också medverkat som krönikör, skribent och recensent i bland annat Norrbottens-Kuriren, Aftonbladet och Norrländska Socialdemokraten.
Alkberg är uppvuxen i området Tuna i Luleå men är idag boende i Svartöstaden.

## Diskografi

### Studioalbum
- 2004 – Tunaskolan (Mattias Alkberg BD)
- 2005 – Jag ska bli en bättre vän (Mattias Alkberg BD)
- 2006 – Ditt hjärta är en stjärna (MABD)
- 2009 – Nerverna
- 2011 – Allt det här (Split-skiva med Pascal)
- 2011 – Anarkist
- 2013 – Mattias Alkbergs begravning
- 2014 – Epitafium EP
- 2014 – Södra Sverige
- 2015 – Personer
- 2017 – Åtminstone artificiell intelligens
- 2020 – Bodensia
- 2021 – Häxor
- 2024 – DRAKE

### Singlar och EP
- 2002 – "Uh uh uh" EP (Mattias Alkberg Tre)
- 2003 – "Fyllskalle/Den bedårande snömannen" (Mattias Alkberg BD)
- 2004 – "Don Quixote/Gris i maskineriet" (Mattias Alkberg BD)
- 2005 – "Politix/Om du vill" EP (Mattias Alkberg BD)
- 2005 – "Ragnar" EP (Mattias Alkberg BD)
- 2006 – "Reevolution" (Mattias Alkberg BD)
- 2007 – "Eld i berget" (Mattias Alkberg BD)
- 2009 – "Jag är en antenn" EP
- 2009 – "Jag bara tänkte, liksom, att"
- 2009 – "Andra känner"
- 2011 – "Asterism & Obelisk"
- 2013 – "Skända Flaggan" EP
- 2014 – "Epitafium" EP
- 2014 – "Nöff Nöff"
- 2014 – "Du vet väl om att jag är värdefull?"
- 2015 – "Tjugonde"
- 2015 – "I spenaten"
- 2017 – "Obeskjuten"
- 2020 – "Första språket"
- 2020 – "Jag är alltid här vars jag än är"
- 2021 – "Brända skepp"
- 2021 – "Gudrun och Andreas"

### Studioalbum The Bear Quartet
- 1992 – Penny Century
- 1993 – Cosy Den
- 1993 – Family Affair
- 1995 – Everybody Else
- 1995 – Holy Holy
- 1997 – Moby Dick
- 1998 – Personality Crisis
- 2000 – My War
- 2001 – Gay Icon
- 2002 – Ny våg
- 2003 – Early Years
- 2003 – Angry Brigade
- 2005 – Saturday Night
- 2006 – Eternity Now
- 2009 – 89
- 2010 – Monty Python

### Studioalbum Södra Sverige
- 2014 – Södra Sverige
- 2017 – Rak kant
- 2019 – Död musik

### Övriga studioalbum
- 2017 – Levande död i norra Norrland - album tillsammans med Råd Kjetil Senza Testa

## Priser och utmärkelser
- 1999 – Rubus arcticus (Norrbottens läns landstings konst- och kulturstipendium)
- 2003 – Rörlingstipendiet
- 2004 – Stipendium ur Gerard Bonniers donationsfond
- 2015 – De Nios Julpris
- 2016 – Stig Sjödinpriset
- 2021 – Evert Taube-stipendiet